# Honi HaMe'aguel
Honi HaMe'aguel (Honi, le traceur de cercles) est un sage d’Israël du Ier siècle avant l'ère commune, contemporain de Shimon ben Sheta'h, et antérieur aux Tannaim, les docteurs de la Mishna. Cependant, la tradition ne retient pas tant ses enseignements que les prodiges qu’il réalise à la manière d’Élie et d’Élisée avec d’autres faiseurs de miracles comme le rabbin Hanina ben Dossa.

## Honi prie pour la pluie
Le Talmud comporte des récits de tels faiseurs de miracles. Parmi ceux-ci, le traité Ta'anit (23a) relate les exploits de Honi HaM'agel', réputé pour sa capacité à voir ses prières pour la pluie exaucées.
Une fois, (lorsque Dieu n'envoya pas la pluie sur Israël en hiver (dans la région où se situe Israël, la saison des précipitations est en hiver), et que la Pâque, qui tombe au printemps) l'on dit à Honi HaMe'aguel : prie que les pluies tombent.
Il leur dit: sortez et rentrez les fours de Pessa'h pour qu'ils ne s'abîment pas.
Il pria et il ne plut pas.
Que fit-il ?
Il traça un cercle et se tint au milieu, et dit:
Maître du monde ! Tes enfants se sont tournés vers moi car je suis comme un habitué de ta maison.
Je jure sur Ton Grand Nom que je ne bougerai pas d'ici jusqu'à ce que Tu aies pitié de Tes enfants.
Il commença à pleuviner.
Il dit: ce n'est pas ce que j'ai demandé, mais des pluies qui remplissent les puits, les réservoirs et les citernes.
Les pluies commencèrent à tomber avec violence.
Il dit: ce n'est pas ce que j'ai demandé, mais des pluies de bienveillance, de bénédiction et de générosité.
Les pluies tombèrent comme il faut, jusqu'à ce que les habitants de Jérusalem se réfugièrent sur la montagne du Temple pour échapper aux inondations.
Ils vinrent lui dire: de même que tu as prié que ces pluies viennent, prie pour qu'elles partent!
Il répondit: allez voir si la pierre des objets trouvés a fondu.
Shimon ben Sheta'h envoya lui dire: si tu n'étais pas Honi, je t'aurais excommunié. Mais que puis-je faire, tu fais des caprices devant le Seigneur et il fait ta volonté, comme un enfant fait des caprices et dont le père cède

## Honi dans la grotte
Les circonstances de la mort de Honi sont également décrites un peu plus loin dans le même traité Ta'anit (23a) : croisant un homme qui plantait ses caroubiers, il s'étonna de la futilité de la chose, puisque, le caroubier mettant 70 ans à pousser, le planteur n'en aurait jamais l'usufruit. Alors qu'il arrivait près d'une grotte, Dieu fit tomber sur lui un sommeil de 70 ans. 
À son réveil, Honi se trouva abandonné, personne ne voulant croire qu'il s'agissait de lui. 
Il plaignit son sort, pire encore que celui du planteur, car celui-ci était remémoré avec gratitude par sa descendance, alors que le propre petit-fils de Honi l'avait pris pour un mendiant et un fabulateur. Il retourna à la grotte, s'endormit et mourut.
Flavius Josèphe donne une autre version de l'histoire dans son Antiquités des Juifs : vers 65 av. J.-C., au temps de la guerre qui opposa deux dynasties hasmonéennes, l'une menée par Aristobule II, l'autre par Jean Hyrcan II (et son conseiller, Antipater l'Iduméen), Honi fut mené de force devant Jean Hyrcan, qui lui demanda de prier pour la défaite de l'autre parti. Lorsqu'il refusa, il fut exécuté.

Le Maharsha (sur ce passage de Ta'anit ad loc.) concilie ces deux versions, en expliquant que Honi fut « déclaré » tué par les gens de Jean Hyrcan II, mais qu'en réalité, il sommeilla dans la grotte 70 ans.
Sa tombe se trouve près de la ville de Hatzor-Haglilit, dans le Nord d'Israël.